# Sân bay Mpanda
Sân bay Mpanda (IATA: NPY, ICAO: HTMP) là một sân bay ở Mpanda, Tanzania.

## Hãng hàng không và điểm đến
| Hãng hàng không | Các điểm đến          |
| --------------- | --------------------- |
| Air Tanzania    | Dar es Salaam, Tabora |
| Auric Air       | Kigoma, Mwanza        |